# Elaphoglossum liaisianum
Elaphoglossum liaisianum är en träjonväxtart som först beskrevs av Auguste François Marie Glaziou, Fée, och fick sitt nu gällande namn av Alexander Curt Brade. Elaphoglossum liaisianum ingår i släktet Elaphoglossum och familjen Dryopteridaceae. Inga underarter finns listade.